# ProVideo
A ProVideo Film & Distribution Kft. 2009-ben alakult magyarországi, elsősorban filmforgalmazó cég. A cég a filmek DVD és Blu-ray forgalmazását intézi, többek közt a Warner Bros.-nak és a Disney-nek, valamint azok leányvállalatainak otthoni forgalmazását segíti elő, valamint az HBO produkcióit is ők adják ki. Honlapjukon ezen felül már az általuk forgalmazott filmekhez kapcsolódó tárgyakat is árulnak.

## Licencek
- Warner Bros.
  - DC Entertainment
- Lions Gate Entertainment
- Walt Disney Pictures
  - Pixar
  - Marvel Studios
  - LucasFilm
- StudioCanal
- HBO
- Thinkway (játéklicenc)
- Cartamundi (játéklicenc)